# Сражение при Сан-Педро-Абанто
Сражение при Сан-Педро-Абанто (исп. San Pedro Abanto) или в долине Соморростро произошло во время Второй карлистской войны с 25 по 28 марта 1874 года в окрестностях Бильбао между войсками Первой Испанской республики и карлистами.

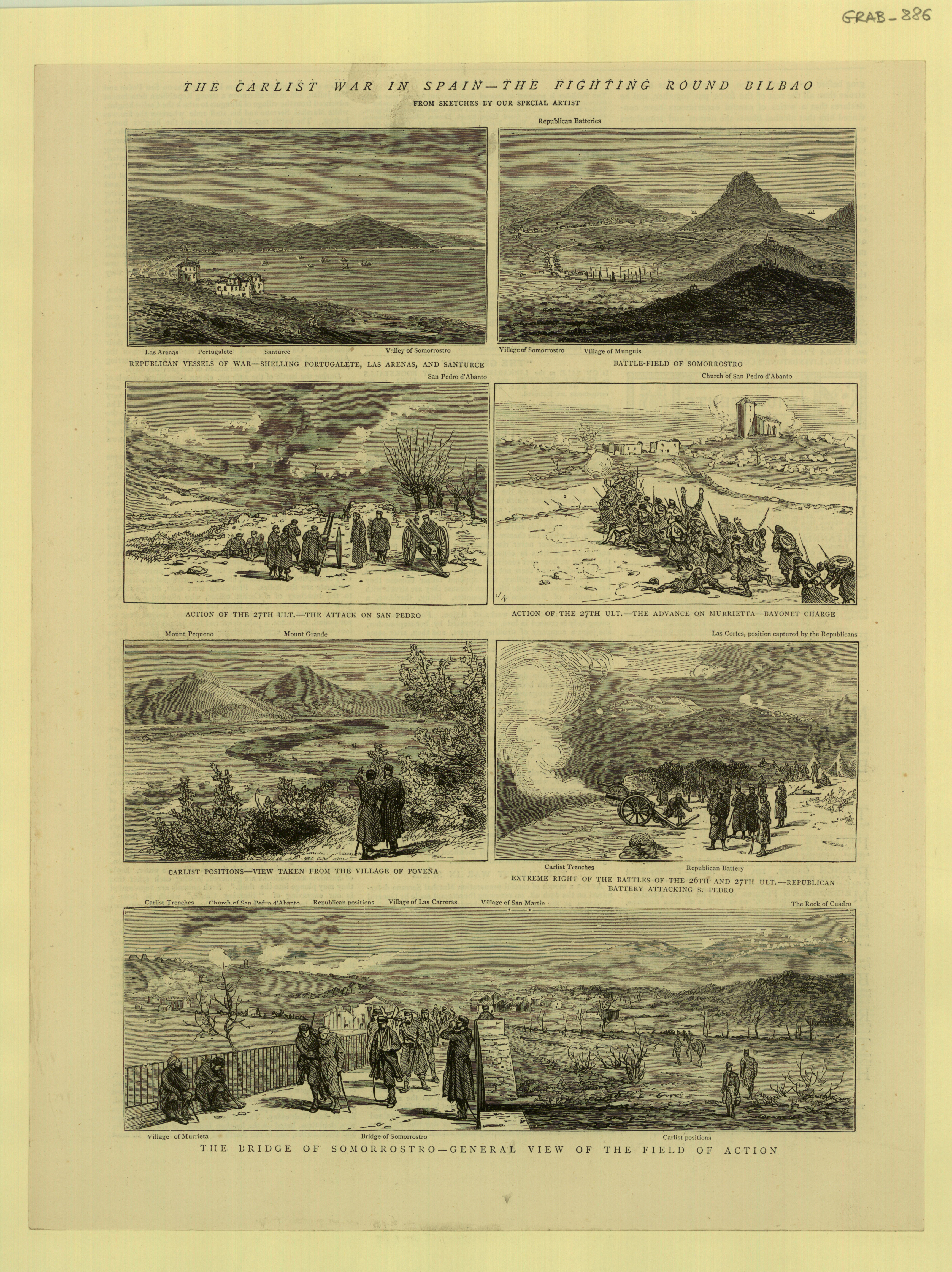
Серия рисунков, посвящённых боям в долине Соморростро.

Зимой 1874 года город Бильбао находился в осаде карлистов, которые заняли доминирующие позиции на высотах в окрестностях, контролируя доступ и сохраняя контроль над территорией. Действия обеих армий до прихода весны не отличались активностью. Генерал Франсиско Серрано, ставший командующим правительственной Северной армии, приступил к её реорганизации. 25 000 человек, входящих в его состав, были разделены на два корпуса. Серрано решил возобновить боевые действия с целью деблокировать Бильбао, и 25 марта 1874 года правительственные войска атаковали позиции карлистов.
Захватив проходы у Рио-Сомморостро, головы колонн стали немедленно атаковать грозные ступенчатые позиции вдоль высот, образующих правый склон реки. В течение трёх дней шли ожесточённые бои. Несмотря на значительное развертывание артиллерии, несмотря на личное мужество командиров колонн Ломы и Риверы, несмотря на личную храбрость главнокомандующего, в результате этого кровопролитного сражения были заняты лишь несколько передовых пунктов за пределами реки. Ключ к позиции, холм с церковью Сан-Педро-Абанто, опоясанный двумя-тремя линиями траншей, контролирующий дорогу на Бильбао, захватить не удалось.
Блестящая акция не достигла всех своих целей, и, хотя осада Бильбао была частично снята, республиканская армия понесли многочисленные потери (от 2000 до 2200 человек), в том числе нескольких генералов. Карлисты также лишились многих в своих рядах, двое их лучших лидеров были смертельно ранены, но они остались хозяевами положения и были готовы отразить новые атаки. Весь апрель войска повстанцев все ещё сохраняли преимущество в этом районе.